# La villana riconosciuta
La villana riconosciuta és una òpera en tres actes composta per Domenico Cimarosa sobre un llibret italià de Giuseppe Palomba. S'estrenà al Teatro del Fondo de Nàpols el 1783. El 1787 es representà a Barcelona com La villanella rapita.